# St. Anna (Ząbkowice Śląskie)

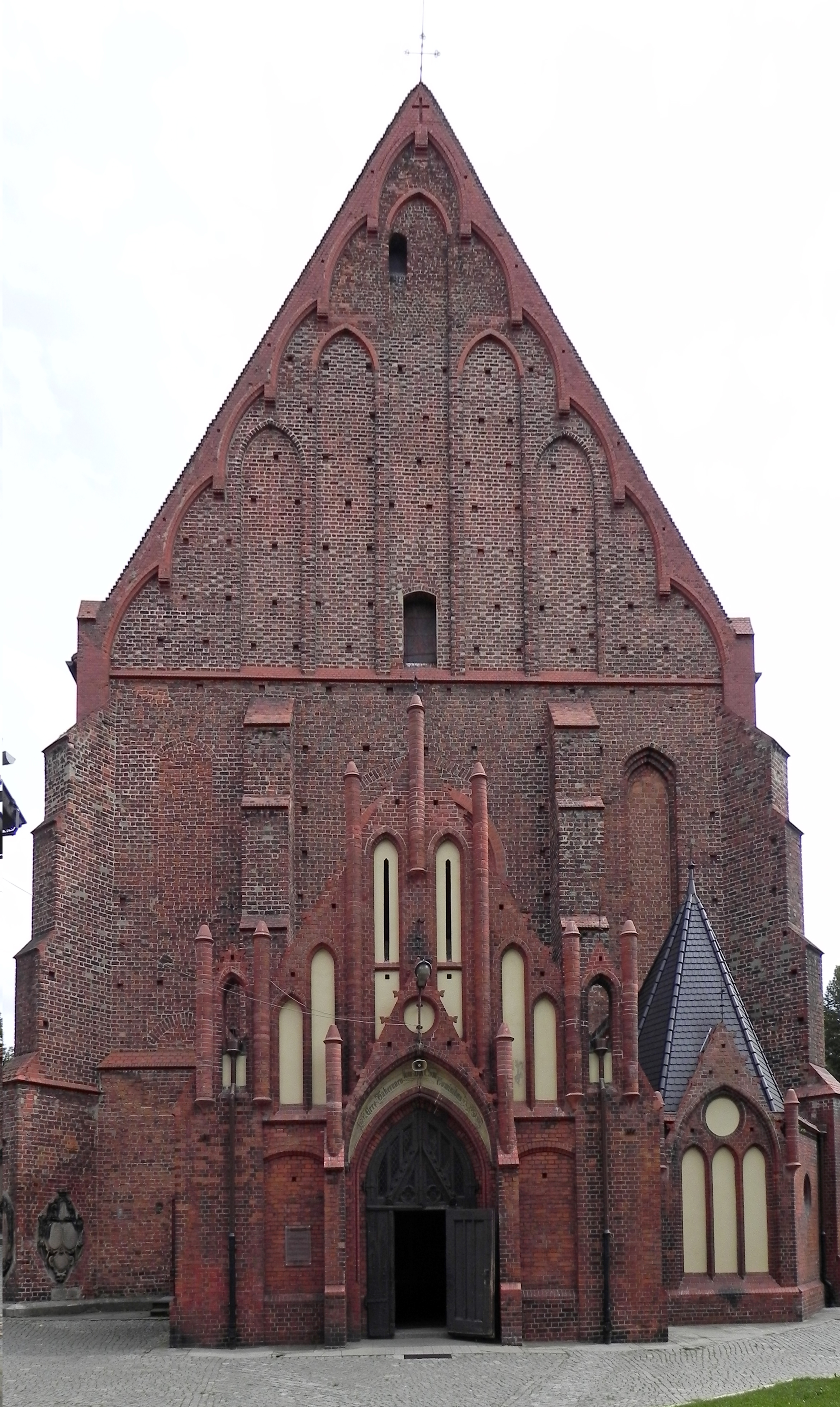
Hauptfassade

Die Kirche St. Anna (polnisch Kościół św. Anny w Ząbkowicach Śląskich) ist eine römisch-katholische Kirche in der schlesischen Stadt Ząbkowice Śląskie (deutsch Frankenstein). Das Gotteshaus liegt im Westen des Stadtkerns an der ul. Świętego Wojciecha (bis 1945 Kirchstraße). Die Kirche ist die Hauptkirche der Pfarrei St. Anna (Parafia św. Anny) in Ząbkowice Śląskie. Der an der Nordseite befindliche Glockenturm, der Schiefe Turm von Ząbkowice Śląskie, besitzt eine Neigung von 2,55 Grad.

## Geschichte

Glockenturm der Annakirche

Ein erster Kirchenbau aus Holz wurde 1292 erwähnt. 1330 vermachte Herzog Bolko II. von Schweidnitz dem Kreuzaltar der Kirche von Frankenstein, einige Hufen Acker in Kunzendorf, welche später der jeweilige Stadtpfarrer als Widum besaß. Zwischen 1354 und 1415 entstand ein steinerner Bau im gotischen Stil. Während der Hussitenkriege wurde der Bau niedergebrannt und zwischen 1444 und 1453 wieder aufgebaut. Im 16. Jahrhundert wurde das Gebäude teilweise erweitert und erhielt im Innenraum neue Gewölbe. Von 1538 bis 1550 und von 1602 bis 1629 war die Kirche evangelisch. Als erster Pastor fungierte Clemens Mälzer. 1541 wurden alle katholischen Priester aus der Stadt vertrieben. 1619 erhielt das Gotteshaus eine Kanzel aus Alabaster. 1632 erfolgte unter schwedischen Schutz, abermals die Einführung des evangelischen Gottesdienstes. In einem Visitationsprotokoll des Archidiakonates Breslau erscheint die Kirche erstmals unter dem Patrozinium der Heiligen Anna. 1646 war sie Simultankirche und darauf wiederum ausschließlich katholische Pfarrkirche. Seit 1960 steht das Kirchengebäude unter Denkmalschutz. Zwischen 1976 und 1977 wurde die Kirche restauriert. 2008 wurde das Dach des Kirchengebäudes erneuert.

## Architektur
Beim Kirchenbau handelt es sich um eine dreischiffige Hallenkirche aus Backstein. Das Gebäude entstand im Stil der Gotik und wurde Ende des 19. Jahrhunderts teils im Stil der Neogotik umgestaltet. An der Ostseite besitzt das Kirchengebäude einen dreijochigen, fünfseitig geschlossenen Chor mit Strebepfeilern. Im Langhaus befinden sich Netz-, Stern- und Netzgewölbe. Der barocke Hauptaltar entstand im 18. Jahrhundert und besitzt ein Gemälde der Hl. Anna selbdritt aus dem Jahr 1701. 

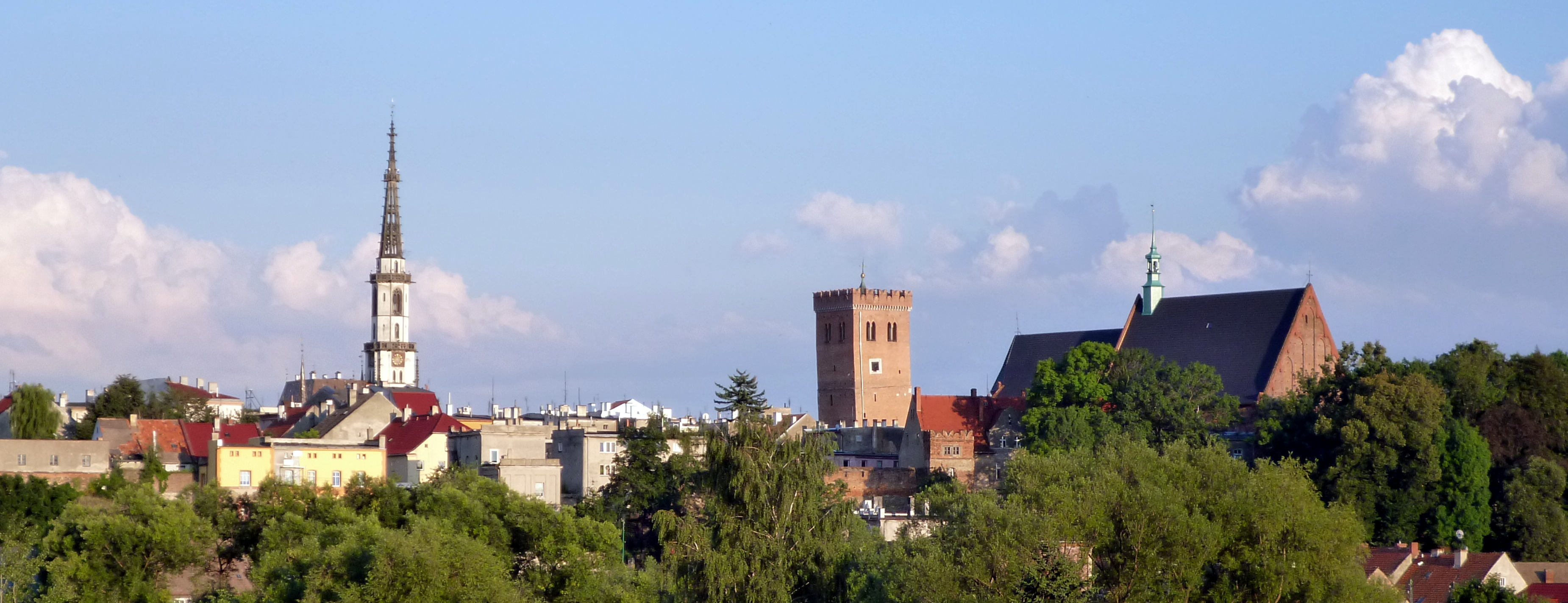
Stadtpanorama mit der Annakirche (rechts)
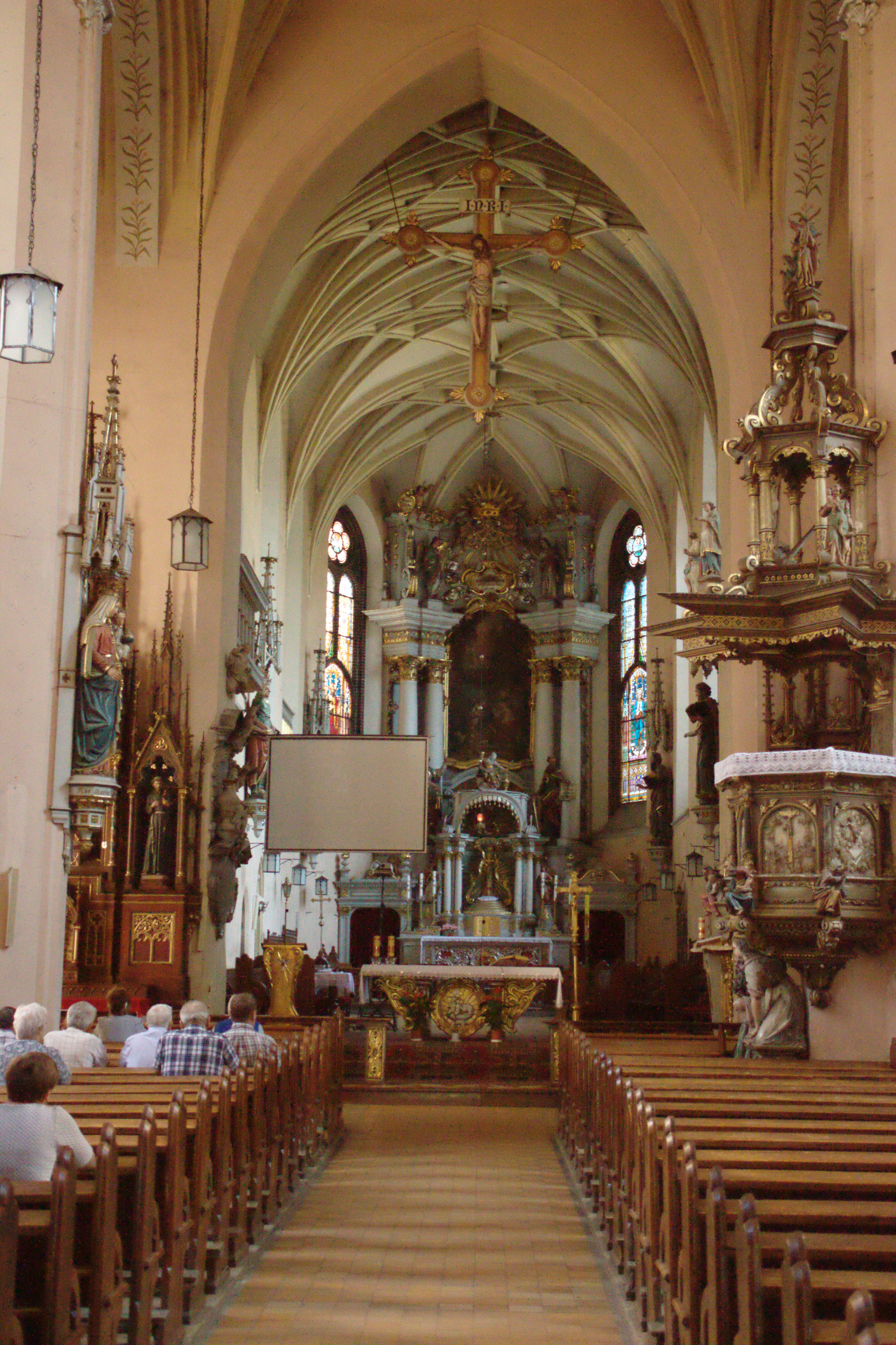
Innenraum
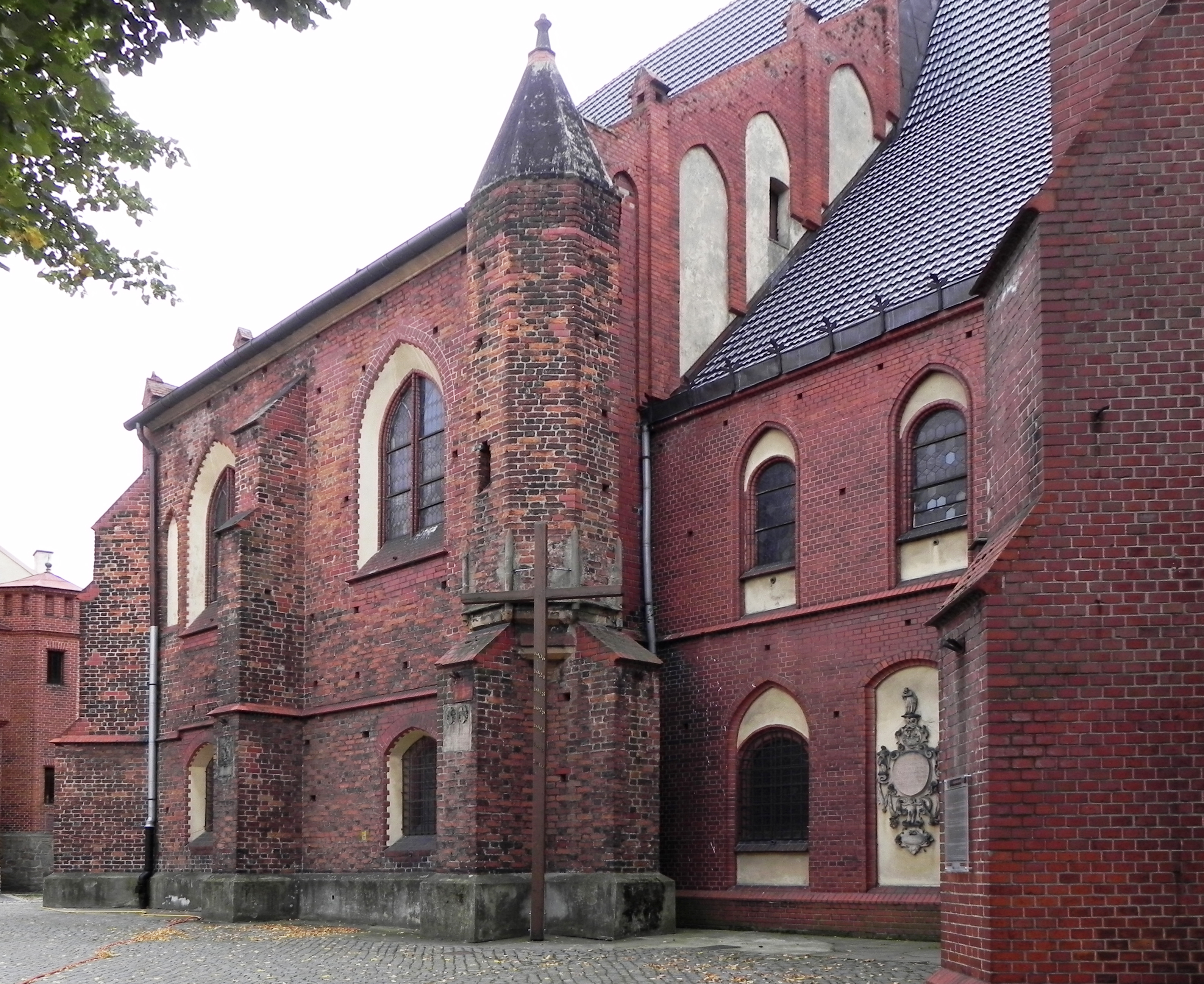
Seitenansicht
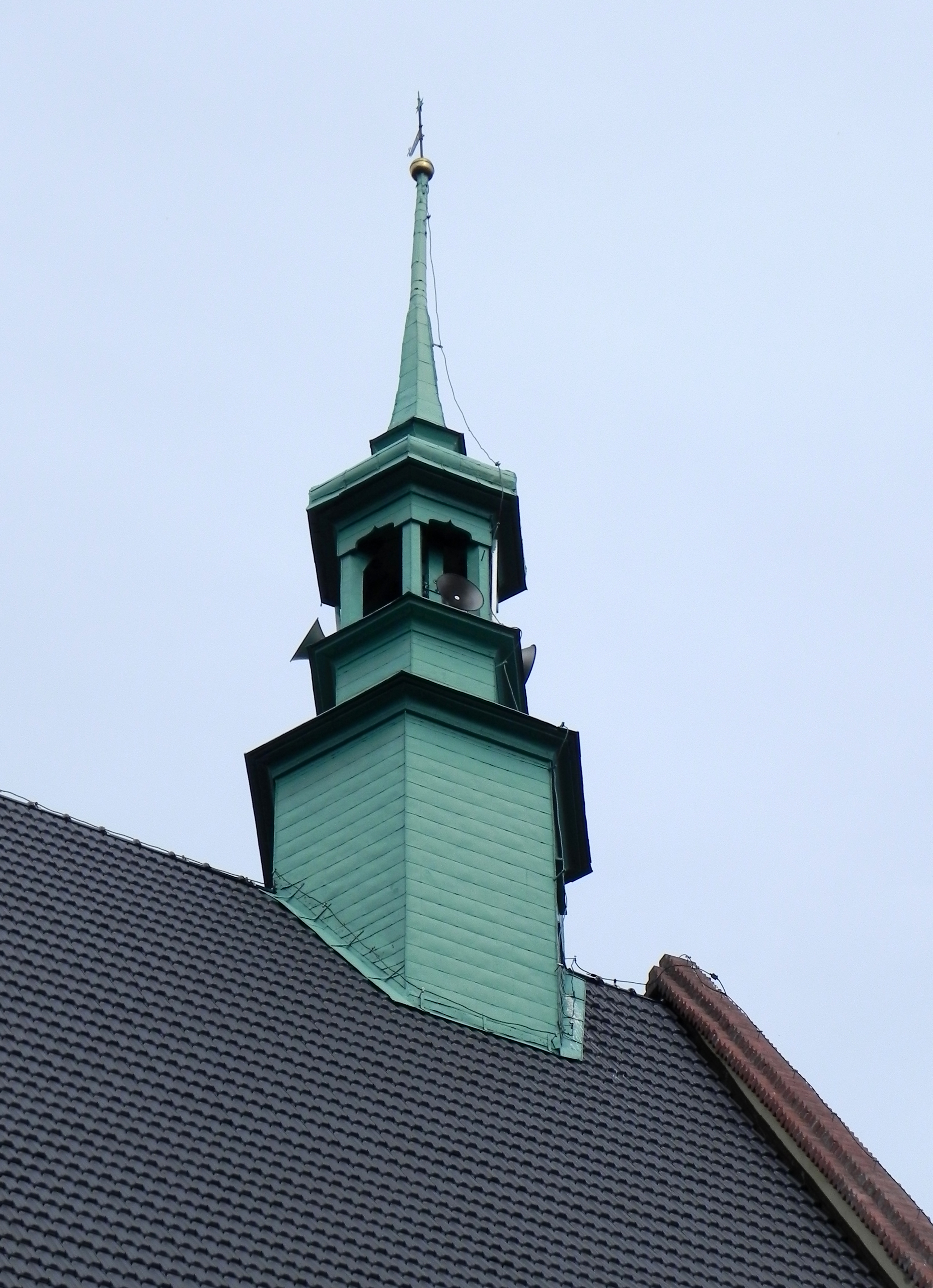
Dachreiter